# Lenard (Mondkrater)
[Lenard] ist ein nicht mehr verwendeter Name eines Einschlagkraters auf dem Mond in der Nähe des Mondnordpols. 
Der Krater überdeckt den südwestlichen Kraterwall von Hermite.
Er wurde am 30. Oktober 2008 von der IAU nach dem deutschen Physiker Philipp Lenard benannt.
Im Jahr 2020, nachdem man bei der IAU von Lenards antisemitischen und arischen Gesinnungen erfahren hatte, empfahl Charles Wood, der Vorsitzende der Arbeitsgruppe zur Nomenklatur des Mondes der IAU, dass der Name "Lenard" ersetzt werden sollte. Seit dem 12. August 2020 ist der Name von der IAU offiziell fallen gelassen worden, der Krater gilt nun als unbenannt. Der ehemalige Name wird in eckige Klammern gesetzt.